# استان نئوکن
استان نئوکن یکی از استان‌های ۲۳ گانه آرژانتین، واقع در غرب کشور و شمال منطقه پاتاگونیا می‌باشد.
میسیونس از شمال با استان مندوسا، از جنوب شرق با استان ریو نگرو، از شمال شرق با استان لا پامپا و از غرب با شیلی مرز مشترک دارد.

## مشخصات
- مرکز: نئوکن
- مساحت: ۹۴۰۷۸ کیلومترمربع
- جمعیت: ۴۷۴۱۵۵ (تا ۲۰۰۱)
- فرماندار: خورخه ساپاگ

## تاریخچه
استان نئوکن نام خود را از رودی به همین نام می‌گیرد. نئوکن در زبان بومی «ماپودون گون» به معنای کوران دار (در معرض جریان هوا) می‌باشد.
تا پیش از اواخر سدهٔ ۱۷ و ورود اسپانیایی‌ها به آمریکای جنوبی، استانی که امروزه نئوکن نام دارد زیستگاه بومیان «په ئو ئنچه» بود. پس از ورود اسپانیایی‌ها، کشیشی به نام نیکولاس ماسکاردی یک هیئت تبلیغی وابسته به ژزوئیت‌ها در منطقه تأسیس کرد. اما مهم‌ترین سیاح را باید فرانسیسکو مورنو دانست. او که بارها به پاتاگونیا سفر کرده بود در سال ۱۸۷۵ به دریاچه نائوئل ئوآپی رسید.
در سال ۱۸۷۹ اسپانیایی‌ها به فرماندهی خولیو روکا و در عملیات «فتح صحرا» بومیان را شکست دادند. در سال ۱۸۸۴ تقسیمات سیاسی پاتاگونیا بازانجام شد و منطقهٔ نئوکن مرزهای خود را یافت. پیش از آنکه شهر نئوکن به عنوان مرکز استان انتخاب شود؛ مراکز استان به ترتیب نورکین (۸۵ – ۱۸۸۴)، لونکوپه (۸۸ – ۱۸۸۵)، جوس مالال (۱۹۰۱ – ۱۸۸۵) بود.
با آغاز سدهٔ ۲۰، خطوط راه‌آهن به شهر نئوکن رسید. سیستم نوین آبیاری و کشف نفت در سال ۱۹۱۸ به مرکز استان اعتباری بیشتر داد.
سیاست محلی نئوکن مدت‌ها توسط تنها حزب سیاسی MPN (جنبش مردمی نئوکن) اتخاذ می‌شد. ام پی ان به کوشش الیاس ساپاگ، بازرگان لبنانی‌تبار تشکیل شده بود. نئوکن در منابع طبیعی مانند گاز، نفت، جنگل‌های بکر و منابع آبی برای نیروی برق و توریسم سرآمد بود. این منابع از سوی یک دولت مرکزی و ملی اداره می‌شد. اما پس از نا آرامی‌هایی اجتماعی، الیاس ساپاگ به همراه براران خود – فیلیپه و آمادئو – حزب سیاسی فعال ام پی ان را تشکیل دادند. حزب خواهان فدرالیسم و اعطای حقوق محلی بیشتری برای منطقه و منابعش بود. سرانجام نئوکن به تاریخ ۱۵ ژوئن ۱۹۵۵ استقلال خود را به دست آورد.
فیلیپه ساپاگ تبدیل به چهرهٔ برجستهٔ سیاسی شد. او در سال ۱۹۶۲ به عنوان فرماندار استان از حزب ام پی ان انتخاب شد اما در پی کودتایی که علیه رئیس‌جمهور آرتورو فروندیزی صورت گرفت ناکام ماند. به دنبال انتخاب مجدد وی در سال‌های ۱۹۶۳ تا ۶۶ و ۱۹۷۳ تا ۷۶ به عنوان فرماندار نئوکن، پیشرفت‌های بسیاری در اوضاع استان حاصل شد. دولت ملی، دانشگاه نئوکن را در سال ۱۹۶۴ تأسیس کرد که در سال ۱۹۷۱ در دانشگاه ملی کومائو ادغام شد. فیلیپه ساپاگ پس از کودتای خشن مارس ۱۹۷۶ علیه ایزابل پرون از سمت خود عزل شد اما در سال‌های ۱۹۸۳ تا ۸۷ و ۱۹۹۵ تا ۹۹ به صاحب سمت شد. تأکید او بر کارهای عمرانی و استقلال سیاسی از بوئنوس آیرس موجب گزینش او در انتخابات استانی از سوی مردم بوده‌است. برادر فیلیپه، الیاس بین سال‌های ۶۳ تا ۶۶، ۷۳ تا ۷۶ و ۸۳ تا مرگش سناتور بوده‌است.
استان نئوکن پس از سال ۱۹۵۵ به عنوان یکی از ایالات پرنفوذ و تأثیرگذار در اقتصاد و سیاست کشور، نقش بسیار مهمی را ایفا نموده‌است.

## جغرافیا و اقلیم

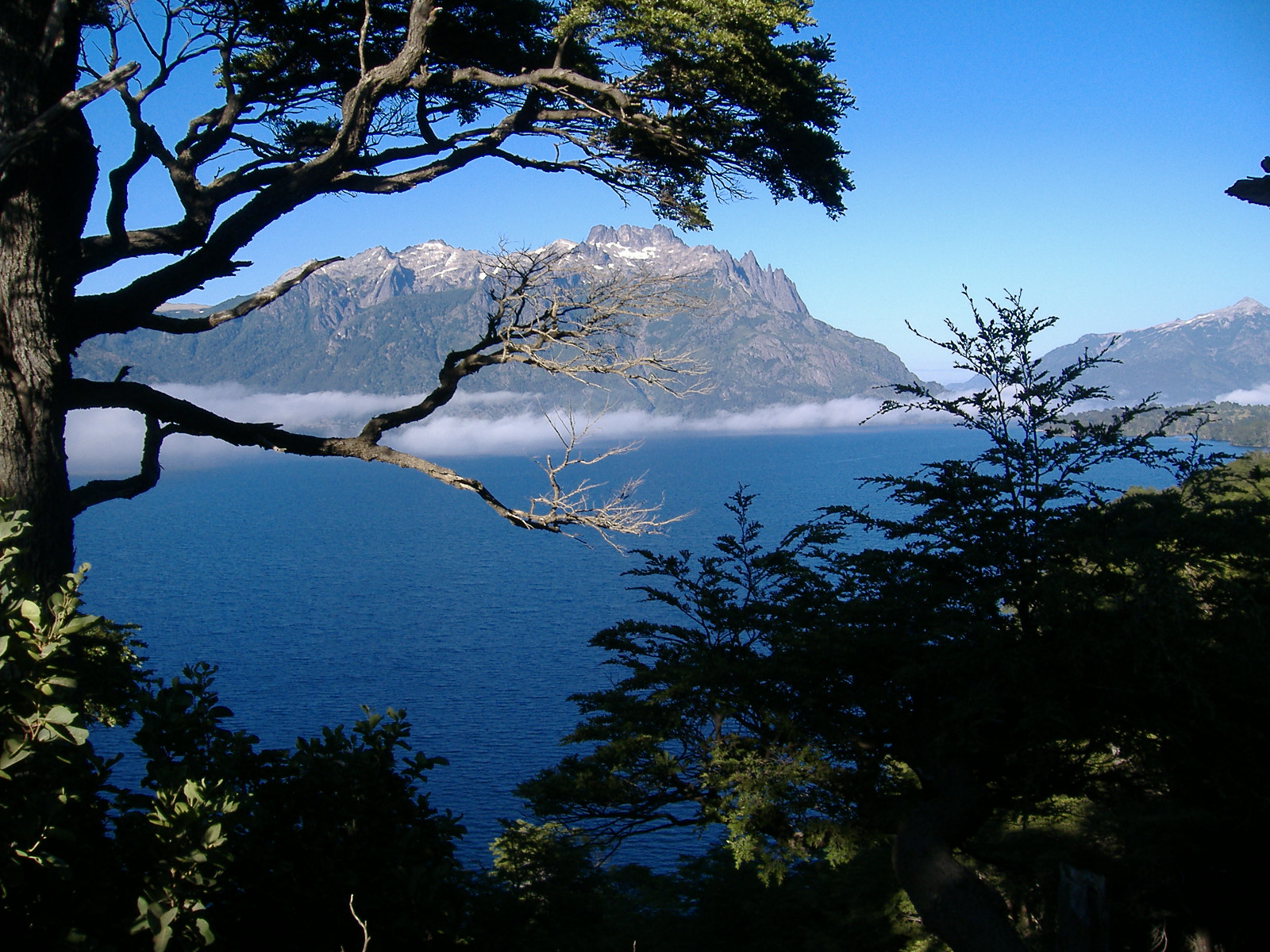
دریاچه هوآپی

رود کلرادو در شمال شرق، استان نئوکن را از استان مندوسا جدا می‌کند. همین‌طور رود لیمای در جنوب شرق، بین استان نئوکن و استان ریو نگرو جاری است. در غرب نیز کوه‌های آند، مرز آن را با شیلی تشکیل می‌دهد. رود آلومینه، دریاچه نائوئل ئواپی (در مرز استان ریو نگرو)، دریاچه لاکار و دریاچه آلومینه از زیرمجموعه‌های سیستم دریاچه‌ای استان است.
دو چشم‌انداز عمده در استان عبارتند از: دره‌های کوهستانی و حاصلخیز جنگلی در غرب و فلات خشک و گاهی حاصلخیز در کنار حوضه آبریز رودها در شرق (با رودهای لیمای و نئوکن).
آب و هوای نئوکن قاره‌ای و سرد، با تابستان‌های معتدل است. در برخی مناطق خشک و کم باران، اختلاف دمای بین روز و شب بسیار زیاد است. همچننین به واسطهٔ بارش سالانه تا ۴ هزار میلیمتر در بخش آندی، اختلاف رطوبت بسیاری در مناطق مختلف استان وجود دارد.

## اقتصاد
نئوکن از برجسته‌ترین ایالات کشور با تولید ارزشی معادل ۷ میلیارد دلار (هشتمین استان) در سال ۲۰۰۶ و درآمد سرانه ۱۴۷۰۰ دلار (چهارمین استان) می‌باشد. بخش معادن و استخراج در نئوکن جهت تولید گاز و نفت بسیار فعال می‌باشد. همچنین برق منطقه پاتاگونیا توسط نیروگاه‌های پیدرا دا آگویلا، ال چوکون، پیچی پیکون لئوفو، پلانیسی باندریتا و آلیکورا تأمین می‌شود. تنها نیروگاه تولید آب سنگین نیز در شهر آروییتو قرار دارد.
از دیگر فعالیت‌های تولیدی استان می‌توان به تولید سیب، هلو و گلابی اشاره نمود.
صنعت جهانگردی نیز یکی دیگر از منابع درامدزا می‌باشد: از جاذبه‌های آن می‌توان به موزهٔ تاریخی کارمن فونس (با اسکلت دایناسورها)، مناطق دریاچه‌ای جنوب شرق، مراکز تفریحی - ماهیگیری در رودهای لیمای و نئوکن، مرکز اسکیینگ (چاپل کو، سررو بایو، کاویائو) و پارک‌های ملی (پارک ملی لوس آریاناس | لوس آریاناس، پارک ملی لانین | لانین، پارک ملی نائوئل ئواپی | نائوئل ئواپی و پارک ملی لاگونا بلانکا | لاگونا بلانکا) اشاره کرد.

## تقسیمان سیاسی
استان به ۱۶ بخش (دپارتمان) تقسیم می‌شود.
| ۱ – بخش آلومینه ۲ – بخش آنیه لو ۳ – بخش چوس مالال ۴ – بخش کولون کورا ۵ – بخش کونفلوئنسیا ۶ – بخش اوئیلیچس ۷ – بخش لاکار ۸ – بخش لون کوپه | ۹ – بخش لوس لاگوس ۱۰ – بخش میناس ۱۱ – بخش نیورکین ۱۲ – بخش پئوئنچس ۱۳ – بخش پیکون لئوفو ۱۴ – بخش پیکونچس ۱۵ – بخش زاپالا ۱۶ – بخش کاتان لیل |  |